# Anger (Frankfurt nad Odrą)

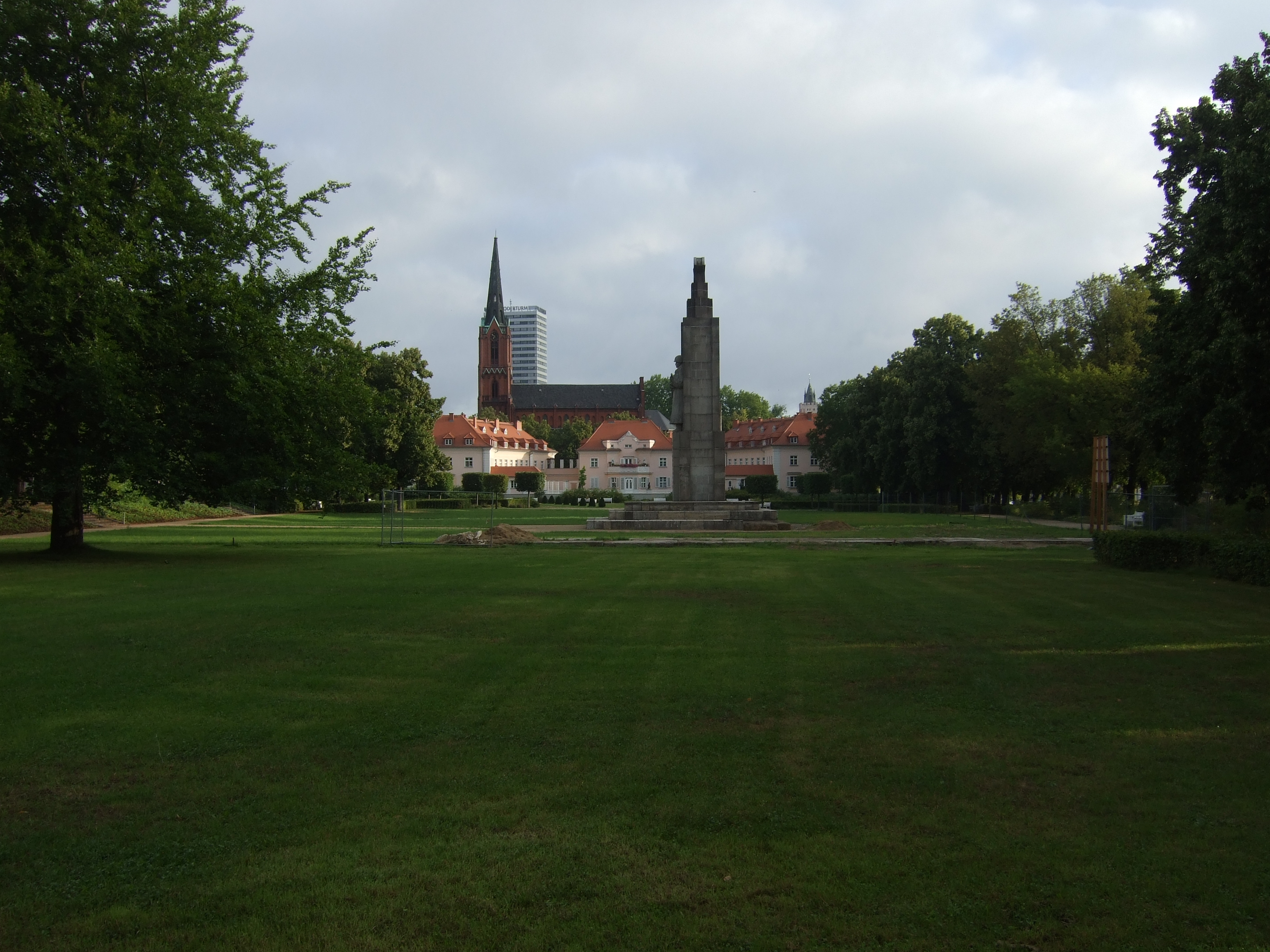
Anger, Frankfurt nad Odrą

Anger – jeden z terenów zielonych we Frankfurcie nad Odrą, w dzielnicy Gubener Vorstadt, na południe od kościoła św. Gertrudy (Gertraudenkirche).

## Opis
Na terenie Anger znajduje się cmentarz żołnierzy radzieckich wraz z pomnikiem, alejki spacerowe, a od 1999 także plac zabaw dla dzieci.
Od zachodu przylega do niego Lindenstraße, od wschodu zaś Walter-Korsing-Straße. W bliskim sąsiedztwie Anger znajdują się także: Gertraudenpark i Stadion der Freundschaft klubu Frankfurter FC Viktoria.

## Galeria

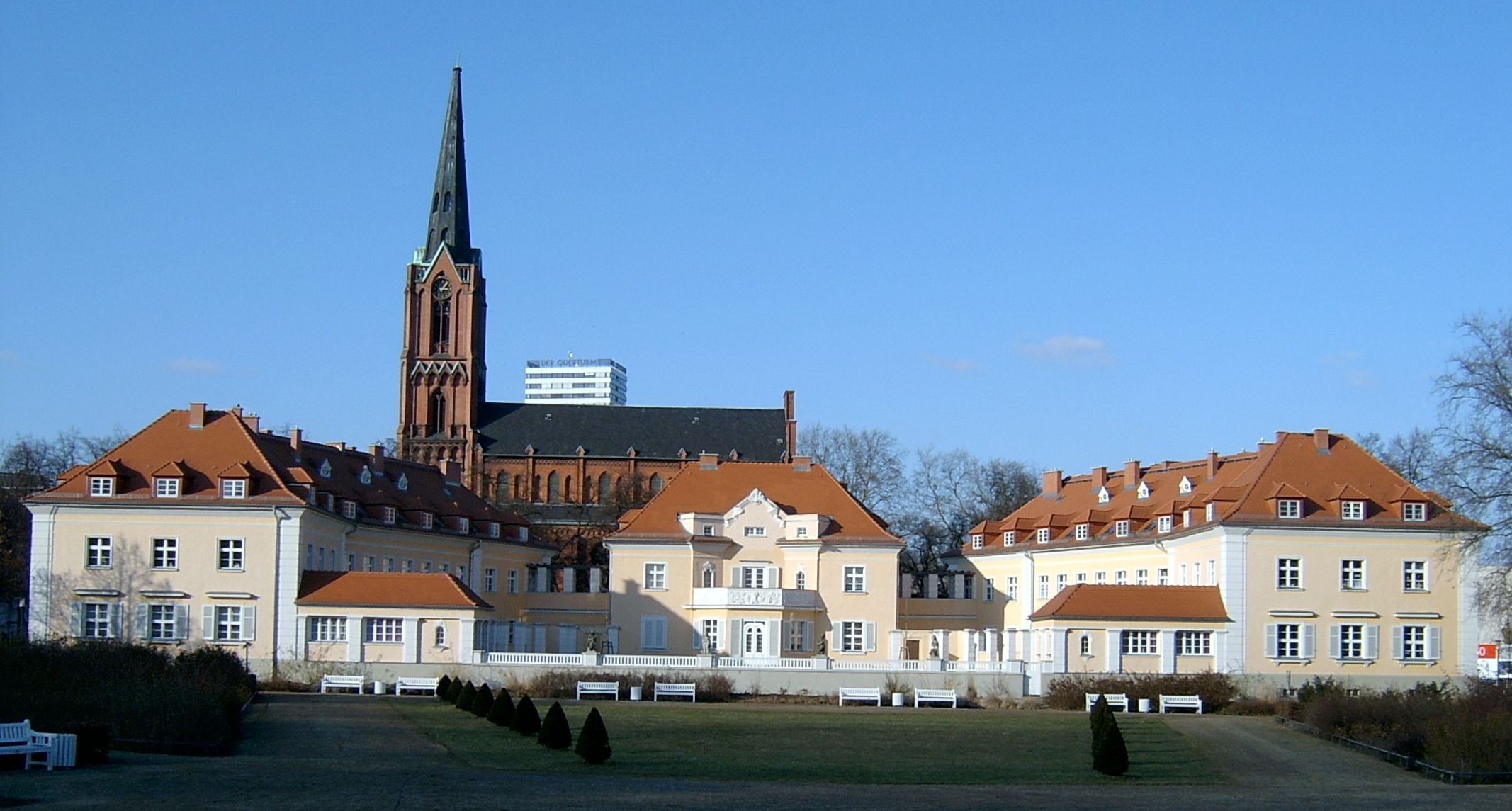
Gertraudenkirche
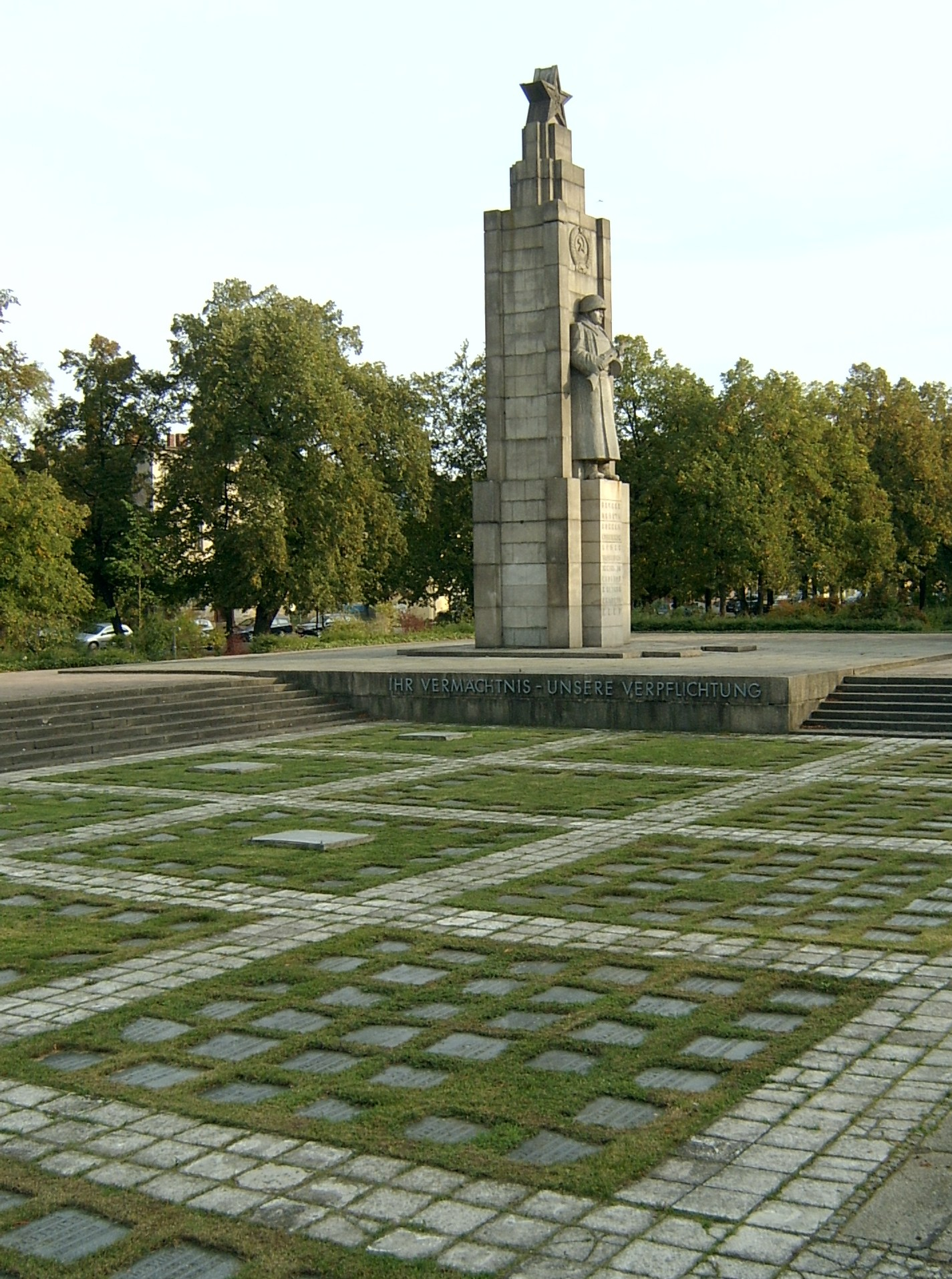
Pomnik żołnierzy radzieckich
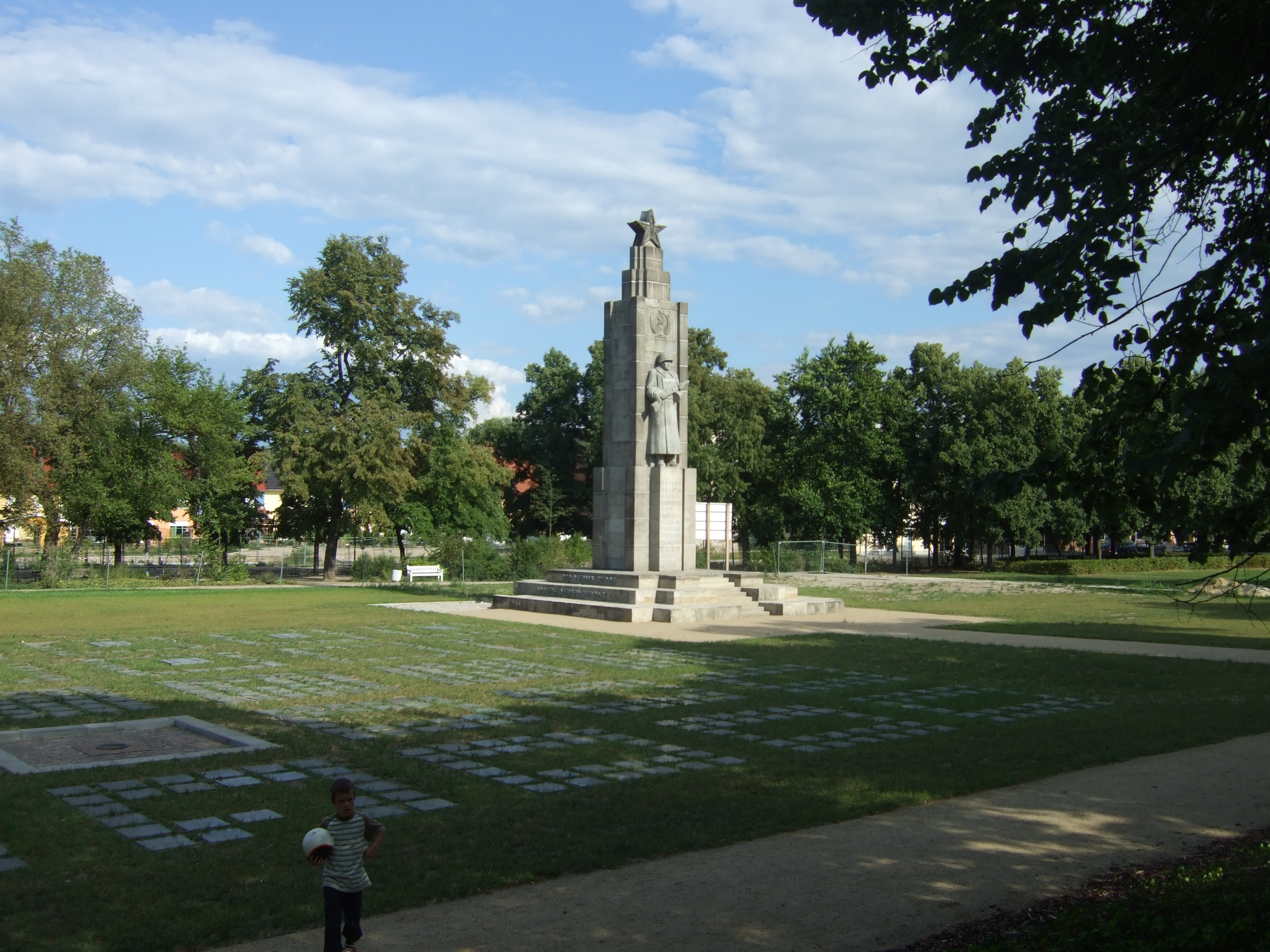
Pomnik żołnierzy radzieckich